# Selaginella firmuloides
Selaginella firmuloides är en mosslummerväxtart som beskrevs av Otto Warburg. Selaginella firmuloides ingår i släktet mosslumrar, och familjen mosslummerväxter. Inga underarter finns listade i Catalogue of Life.